# Дичь (Бурынский район)
Дичь (укр. Дич) — село,
Червонослободский сельский совет,
Бурынский район,
Сумская область,
Украина.
Код КОАТУУ — 5920988402. Население по переписи 2001 года составляло 265 человек .

## Географическое положение
Село Дичь находится на левом берегу реки Сейм в месте впадения в неё реки Чаша,
выше по течению на расстоянии в 1 км расположено село Червоная Слобода,
ниже по течению на расстоянии в 3,5 км расположено село Скуносово (Путивльский район),
на противоположном берегу — село Зиново (Путивльский район).
Река в этом месте извилистая, образует лиманы, старицы и заболоченные озёра.

## Экономика
- Молочно-товарная ферма.
- «Червонослободское», ЧП.
- «Морщ», фермерское хозяйство.

## Объекты социальной сферы
- Дом культуры.